# Alternanthera
Alternanthera is een geslacht van eenjarige planten, vaste planten en halfstruiken uit de amarantenfamilie (Amaranthaceae). De meeste soorten komen voor in (sub)tropisch Amerika; sommige soorten komen voor in Azië, Afrika en Australië.

## Soorten
- Alternanthera albida (Moq.) Griseb.
- Alternanthera albosquarrosa Suess.
- Alternanthera albotomentosa Suess.
- Alternanthera altacruzensis Suess.
- Alternanthera angustifolia R.Br.
- Alternanthera aquatica (D.Parodi) Chodat
- Alternanthera arequipensis Suess.
- Alternanthera areschougii R.E.Fr.
- Alternanthera axillaris (Willd.) DC.
- Alternanthera bahiensis Pedersen
- Alternanthera bettzickiana (Regel) G.Nicholson
- Alternanthera brasiliana (L.) Kuntze
- Alternanthera calcicola Standl.
- Alternanthera cana Suess.
- Alternanthera canescens Kunth
- Alternanthera caracasana Kunth
- Alternanthera cinerella Suess.
- Alternanthera collina Pedersen
- Alternanthera congesta Suess. & O.Stützer
- Alternanthera cordobensis (Standl.) Standl.
- Alternanthera corymbiformis Eliasson
- Alternanthera costaricensis Kuntze
- Alternanthera crassifolia (Standl.) Alain
- Alternanthera decurrens J.C.Siqueira
- Alternanthera dendrotricha C.C.Towns.
- Alternanthera denticulata R.Br.
- Alternanthera dominii Schinz
- Alternanthera echinocephala (Hook.f.) Christoph.
- Alternanthera elongata (Willd. ex Schult.) Schinz
- Alternanthera fasciculata Suess.
- Alternanthera fastigiata Suess.
- Alternanthera ficoidea (L.) P.Beauv.
- Alternanthera filifolia (Hook.f.) J.T.Howell
- Alternanthera flava (L.) Mears
- Alternanthera flavescens Kunth
- Alternanthera flavicoma (Andersson) J.T.Howell
- Alternanthera flavida Suess.
- Alternanthera flosculosa J.T.Howell
- Alternanthera galapagensis (A.Stewart) J.T.Howell
- Alternanthera geniculata Urb.
- Alternanthera glaziovii R.E.Fr.
- Alternanthera grandis Eliasson
- Alternanthera halimifolia (Lam.) Standl. ex Pittier
- Alternanthera helleri (B.L.Rob.) J.T.Howell
- Alternanthera herniarioides Beurl.
- Alternanthera hirtula (Mart.) R.E.Fr.
- Alternanthera inaccessa Pedersen
- Alternanthera ingramiana (Standl.) Schinz
- Alternanthera jacquinii (Schrad.) Alain
- Alternanthera januarensis J.C.Siqueira
- Alternanthera kurtzii Schinz ex Pedersen
- Alternanthera laguroides (Standl.) Standl.
- Alternanthera lanceolata (Benth.) Schinz
- Alternanthera laxa Suess.
- Alternanthera littoralis P.Beauv.
- Alternanthera longipes (Moq.) Benth.
- Alternanthera lupulina Kunth
- Alternanthera macbridei Standl.
- Alternanthera malmeana R.E.Fr.
- Alternanthera markgrafii Suess.
- Alternanthera martii (Moq.) R.E.Fr.
- Alternanthera meyeriana (Regel & Körn.) Suess.
- Alternanthera micrantha R.E.Fr.
- Alternanthera microphylla R.E.Fr.
- Alternanthera minutiflora (Seub.) Suess.
- Alternanthera mollendoana Suess.
- Alternanthera multicaulis (Mart.) Kuntze
- Alternanthera nahui Heenan & de Lange
- Alternanthera nesiotes I.M.Johnst.
- Alternanthera nodifera (Moq.) Griseb.
- Alternanthera nodiflora R.Br.
- Alternanthera obovata (M.Martens & Galeotti) Millsp.
- Alternanthera olivacea (Urb.) Urb.
- Alternanthera panamensis (Standl.) Standl.
- Alternanthera paronychioides A.St.-Hil.
- Alternanthera pennelliana Mears ex Pedersen
- Alternanthera peruviana (Moq.) Suess.
- Alternanthera philippo-coburgii (Zahlbr. ex Wawra) Suess.
- Alternanthera philoxeroides (Mart.) Griseb.
- Alternanthera piptantha Pedersen
- Alternanthera porrigens (Jacq.) Kuntze
- Alternanthera praelonga A.St.-Hil.
- Alternanthera puberula (Mart.) D.Dietr.
- Alternanthera pubiflora (Benth.) Kuntze
- Alternanthera pulchella Kunth
- Alternanthera pulverulenta Moq.
- Alternanthera pumila O.Stützer
- Alternanthera pungens Kunth
- Alternanthera pycnantha (Benth.) Standl.
- Alternanthera raimondii Suess.
- Alternanthera ramosissima (Mart.) Chodat & Hassl.
- Alternanthera regelii (Seub.) Schinz
- Alternanthera reineckii Briq.
- Alternanthera robinsonii Suess.
- Alternanthera rufa (Mart.) D.Dietr.
- Alternanthera rugulosa (B.L.Rob.) J.T.Howell
- Alternanthera scandens Hallier f.
- Alternanthera sericea Kunth
- Alternanthera serpens Pedersen
- Alternanthera serpyllifolia (Poir.) Urb.
- Alternanthera sessilis (L.) R.Br. ex DC.
- Alternanthera snodgrassii (B.L.Rob.) J.T.Howell
- Alternanthera spinosa (Hornem.) Schult.
- Alternanthera stellata (S.Watson) Uline & W.L.Bray
- Alternanthera stenophylla (Standl.) Standl.
- Alternanthera subscaposa Hook.f.
- Alternanthera suessenguthii Covas
- Alternanthera tetramera R.E.Fr.
- Alternanthera tomentosa (Moq.) Schinz
- Alternanthera truxillensis Kunth
- Alternanthera tubulosa Suess.
- Alternanthera vestita (Andersson) J.T.Howell
- Alternanthera villosa Kunth

... · 
Achyranthes · 
Aerva ·
Alternanthera ·
Amaranthus (Amarant) · 
Atriplex (Melde) · 
Axyris · 
Bassia (Zoutkruid) · 
Beta (Biet) · 
Blitum (Spiesganzenvoet) · 
Celosia · 
Chenopodium (Ganzenvoet) · 
Corispermum (Vlieszaad) · 
Dysphania · 
Halimione (Zoutmelde) · 
Halocnemum · 
Halothamnus · 
Haloxylon · 
Kochia · 
Krascheninnikovia · 
Polycnemum (Knarkruid) · 
Patellifolia · 
Ptilotus · 
Pupalia ·
Salicornia (Zeekraal) · 
Salsola (Loogkruid) · 
Spinacia · 
Suaeda · 
Traganum · 
...